# Phoradendron northropiae
Phoradendron northropiae är en sandelträdsväxtart som beskrevs av Ignatz Urban. Phoradendron northropiae ingår i släktet Phoradendron och familjen sandelträdsväxter. Inga underarter finns listade i Catalogue of Life.